# Чорний бусел (лісовий заказник)
Чорний бусел — лісовий заказник місцевого значення. Об'єкт розташований на території Олевського району Житомирської області, ДП «Олевське ЛГ», Юрівське лісництво, кв. 46, вид. 1.
Площа — 84 га, статус отриманий у 1991 році.